# James Livingston (1er comte de Newburgh)
James Livingston, 1er comte de Newburgh (vers 1622 - 4 décembre 1670), est un pair écossais qui siège à la Chambre des communes d'Angleterre de 1661 à 1670. Il appuie la cause royaliste pendant la guerre civile anglaise.

## Biographie
Il est le fils unique de John Livingstone, 1er baronnet de Kinnaird, à Perth, et de sa femme, Jane Sproxton, fille de Richard Sproxton, de Wakefield, dans le Yorkshire. Il succède à son père comme 2e baronnet en 1628. Il s'inscrit au Merton College, Oxford le 17 décembre 1638, à l'âge de 16 ans et voyage en France de 1642 à 1646 environ. Lorsqu'il rejoint le roi Charles à Newcastle en 1646, il est créé vicomte de Newburgh dans la Pairie d'Écosse. En décembre 1648, avec son épouse, il envisage de secourir le roi avant son procès, mais rien ne vient et ils s'enfuient aux Pays-Bas. En 1650, il se rend en Écosse avec Charles II, souscrit au Pacte et occupe son siège à la Chambre des lords écossaise. Il est lieutenant-colonel dans le corps des gardes à la bataille de Worcester. Après la bataille, il s'enfuit à nouveau à l'étranger, où il passe son temps à se battre et à correspondre avec les royalistes écossais. De 1656 à 1658, il est colonel de cavalerie dans l'armée espagnole et commande un régiment royaliste écossais qui participe à la bataille des Dunes.
Après la restauration, il devient capitaine des gardes du corps en Écosse et est nommé comte de Newburgh, vicomte de Kynnaird et lord Livingston. Il devient seigneur du manoir de Cirencester en 1660 grâce à son second mariage. En 1661, il est élu député de Cirencester au Parlement Cavalier. Il obtient une maîtrise à Oxford le 9 septembre 1661.
Il est décédé à l'âge de 48 ans environ et est enterré à St. Margaret's, Westminster.
Il se marie avant 1648 avec Katherine Stuart (en), veuve de George, neuvième seigneur d'Aubigny et fille de Theophilus Howard (2e comte de Suffolk). Ils ont une fille, Elizabeth (1648-1717), élevée en Angleterre par sa sœur Dorothy Livingston, épouse de Charles Stanhope (2e baron Stanhope) (en), et épouse Robert Delaval. Elle est connue pour son journal et ses réflexions morales.
Livingston épouse en secondes noces, vers mai 1660, Anne Poole, fille d'Henry Poole, de Sapperton, dans le Gloucestershire. Son fils unique Charles lui succède.